# Carlos Elizondo Mayer-Serra
Carlos Elizondo Mayer-Serra (Ciudad de México, 23 de febrero de 1962) es un funcionario, académico, periodista, politólogo einternacionalista mexicano. Se desempeñó como represente permanente de México ante la OCDE de 2004 a 2006 nominado por Vicente Fox. 

## Biografía
Es licenciado en Relaciones Internacionales por El Colegio de México, así como maestro y doctor en Ciencia Política por la Universidad de Oxford. Desde 1991 se desempeña como profesor-investigador del Centro de Investigación y Docencia Económicas (CIDE), mismo que dirigió de 1995 a 2004. Carlos Elizondo forma parte del Sistema Nacional de Investigadores del Consejo Nacional de Ciencia y Tecnología de México como investigador nacional Nivel III. El Senado de la República lo ratificó, a petición del entonces presidente Vicente Fox, como embajador de México ante la Organización para la Cooperación y el Desarrollo Económico, cargo que desempeñó de 2004 a 2006.
En septiembre de 2014 fue ratificado por el Senado de la República como consejero independiente en el Consejo de Administración de Petróleos Mexicanos (Pemex), al que renunció el 30 de abril de 2019.
Actualmente, es profesor de la Escuela de Gobierno y Transformación Pública del Tecnológico de Monterrey.
De 1999 a 2002, fue panelista del programa Primer Plano de Canal Once y, de 2004 a 2012 fue conductor del programa Entre tres transmitido por TV Azteca, junto con Federico Reyes Heroles y Jesús Silva-Herzog Márquez. De 1993 a 2013 colaboró como articulista en el diario Reforma, al que regresó en septiembre de 2019. Entre agosto de 2013 y septiembre de 2019, publicó su columna semanal «Contrapunto» en el diario Excélsior.

## Publicaciones
- Y mi palabra es la ley (2021)
- Con Dinero y sin Dinero (2012)
- Por eso estamos como estamos: la economía política de un crecimiento mediocre (2011).
- La industria del amparo fiscal (2009).
- El derecho a la protección de la salud (2007).
- El balance macroeconómico: una perspectiva política coautor (2007).
- Lecturas sobre el cambio político en México (2002).
- Tres trampas sobre los orígenes de la crisis económica mexicana de 1994 (1996).
- Property Rights in Mexico: Government and Business after the 1982 Bank Nationalization (1993; tesis doctoral) - publicada en español como La importancia de las reglas. Gobierno y empresario después de la nacionalización bancaria (FCE, 2001).